# Africallagma elongatum
Africallagma elongatum – gatunek ważki z rodziny łątkowatych (Coenagrionidae). Występuje w Afryce Wschodniej; stwierdzony w Etiopii, Kenii, Rwandzie, Tanzanii i Ugandzie; niepotwierdzone stwierdzenia z Erytrei. Stwierdzenia z Afryki Południowej dotyczyły Africallagma fractum, który dawniej był błędnie synonimizowany z A. elongatum.
Długość ciała 30 mm. Długość tylnego skrzydła 16,5–17 mm.